# Wykładnik adiabaty
Wykładnik adiabaty w termodynamice – bezwymiarowa wielkość równa stosunkowi ciepła właściwego w przemianie izobarycznej do ciepła właściwego w przemianie izochorycznej. Występuje jako parametr w prawie Poissona opisującym przemianę adiabatyczną gazu doskonałego.
Wykładnik adiabaty nazywany jest również współczynnikiem w równaniu Poissona lub kappą, od nazwy greckiej litery, którą jest najczęściej oznaczany.
Zgodnie z definicją
{\displaystyle \varkappa ={\frac {C_{p}}{C_{v}}},}
gdzie:
{\displaystyle \varkappa } – wykładnik adiabaty,
{\displaystyle C_{p}} – ciepło właściwe w przemianie izobarycznej,
{\displaystyle C_{v}} – ciepło właściwe w przemianie izochorycznej.
Zamiast ciepła właściwego może tu być użyte ciepło molowe, ponieważ dla danej substancji różnią się one o stały czynnik.